# Emsland-Route
Die Emsland-Route ist ein Radwanderweg auf einem Rundkurs von etwa 300 Kilometern  durch das gesamte Emsland.
Ein möglicher Start- und Zielpunkt ist die westfälische Stadt Rheine. Die Route verläuft von hier in Richtung Norden entlang der Ems bis nach Papenburg. Die zweite Hälfte des Rundkurses führt durch die Wälder des Hümmlings und die Flusslandschaft des Hasetals bis zurück nach Rheine.

## Landschaft
Das Emsland ist Teil der Nordwestdeutschen Tiefebene. Auf der Emsland-Route durchqueren Radler alle charakteristischen Landschaften des Emslandes: das stark landwirtschaftlich geprägte südliche Emsland, das Bourtanger Moor mit seinen Moor- und Heidelandschaften, das maritime nördliche Emstal, den waldreichen Hümmling sowie das Erholungsgebiet Hasetal.
Besonders prägnant sind die weitläufigen Moorflächen. Im 2006 gegründeten Internationalen Naturpark Bourtanger Moor-Bargerveen existieren verschiedene, hochspezialisiert und daher gefährdete Flora- und Fauna-Arten.

## Streckenverlauf
Die gesamten knapp 300 Kilometer der Emsland-Route sind in mehrere Tagesetappen unterteilbar. Start- und Zielpunkte sind frei wählbar.
Der Radwanderweg ist mit einem vom ADFC empfohlenen Radwegeleitsystem ausgeschildert. Es zeigt eine silberfarbene Plakette mit der Aufschrift „Emsland-Route“ auf blau-grünem Hintergrund.
Die Emsland-Route ist steigungsarm und daher auch für Handbiker geeignet. Dort, wo beispielsweise Sandwege oder stärkere Steigungen das Fortkommen erschweren, ist eine Umleitung ausgeschildert.
Kilometrierung (circa-Angaben)
- Meppen – Haren: 19 Kilometer
- Haren – Lathen: 14 Kilometer
- Lathen – Dörpen: 14 Kilometer
- Dörpen – Papenburg: 22 Kilometer
- Papenburg – Sögel: 36 Kilometer
- Sögel – Haselünne: 35 Kilometer
- Haselünne – Lengerich: 22 Kilometer
- Lengerich – Freren:  15 Kilometer
- Freren – Spelle: 19 Kilometer
- Spelle – Rheine: 13 Kilometer
- Rheine – Salzbergen: 11 Kilometer
- Salzbergen – Emsbüren: 7 Kilometer
- Emsbüren – Lingen: 23 Kilometer
- Lingen – Geeste: 21 Kilometer
- Geeste – Meppen: 20 Kilometer

## Sehenswürdigkeiten entlang der Strecke
- Emsflower in Emsbüren
- Emsland Moormuseum in Geeste-Groß Hesepe
- Großsteingräberstraße des Hümmlings
- Historisches Rathaus in Lingen (Ems)
- Historisches Rathaus in Meppen
- Hüvener Mühle in Sögel
- Internationaler Naturpark Bourtanger Moor-Bargerveen
- Korn- und Hansestadt Haselünne
- Meyer Werft in Papenburg
- Naturschutzgebiet „Hahnenmoor“ in Herzlake
- Naturschutzgebiet „Speller Dose“ in Spelle
- Schifferstadt Haren (Ems)
- Schloss Clemenswerth in Sögel
- Schloss Dankern in Haren (Ems)
- Von-Velen-Anlage in Papenburg

## Galerie

Emsland-Route
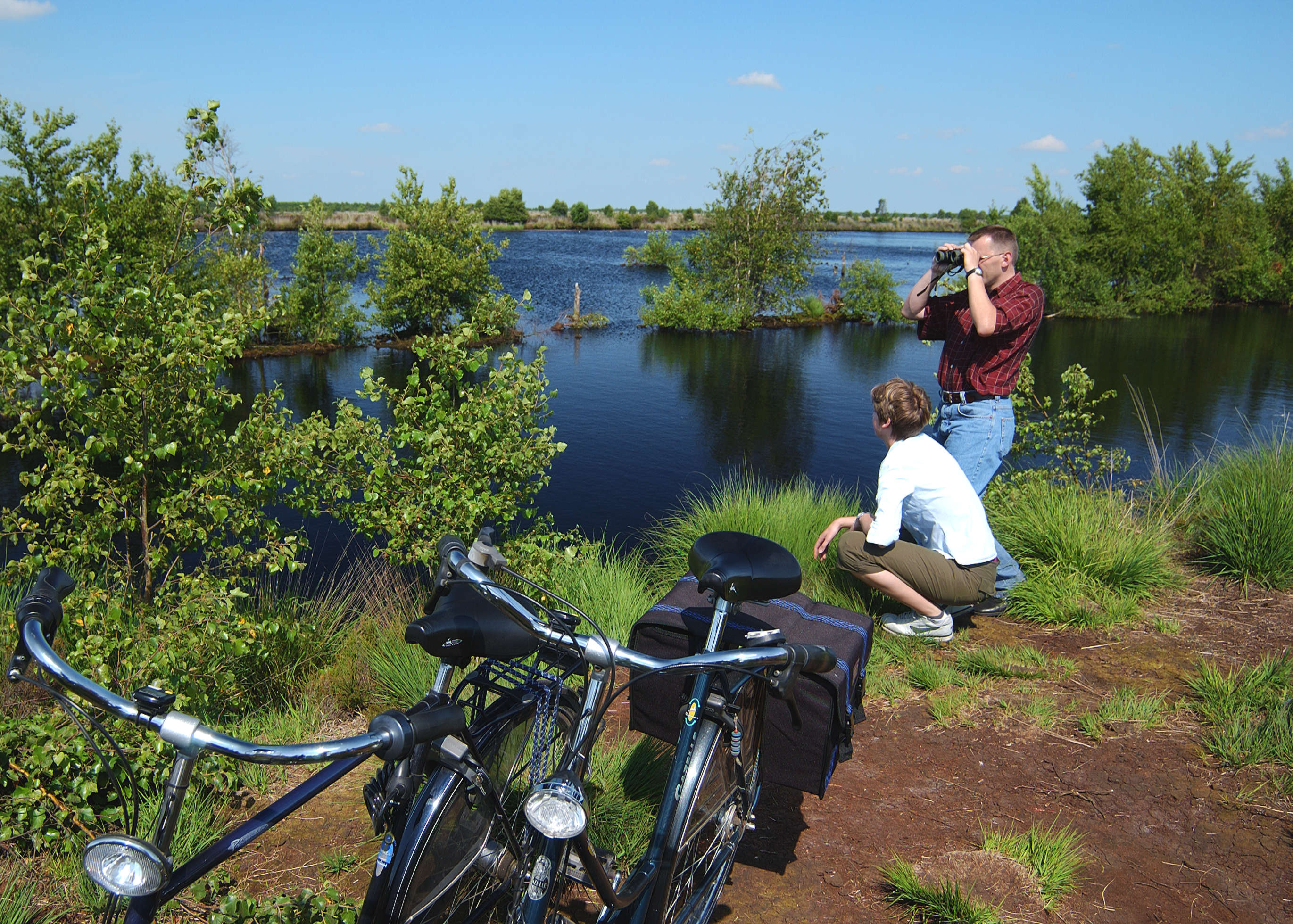
Sicht auf das Bourtanger Moor-Bargerveen
Die Von-Velen-Anlage in Papenburg
Gut Altenkamp, Papenburg-Aschendorf
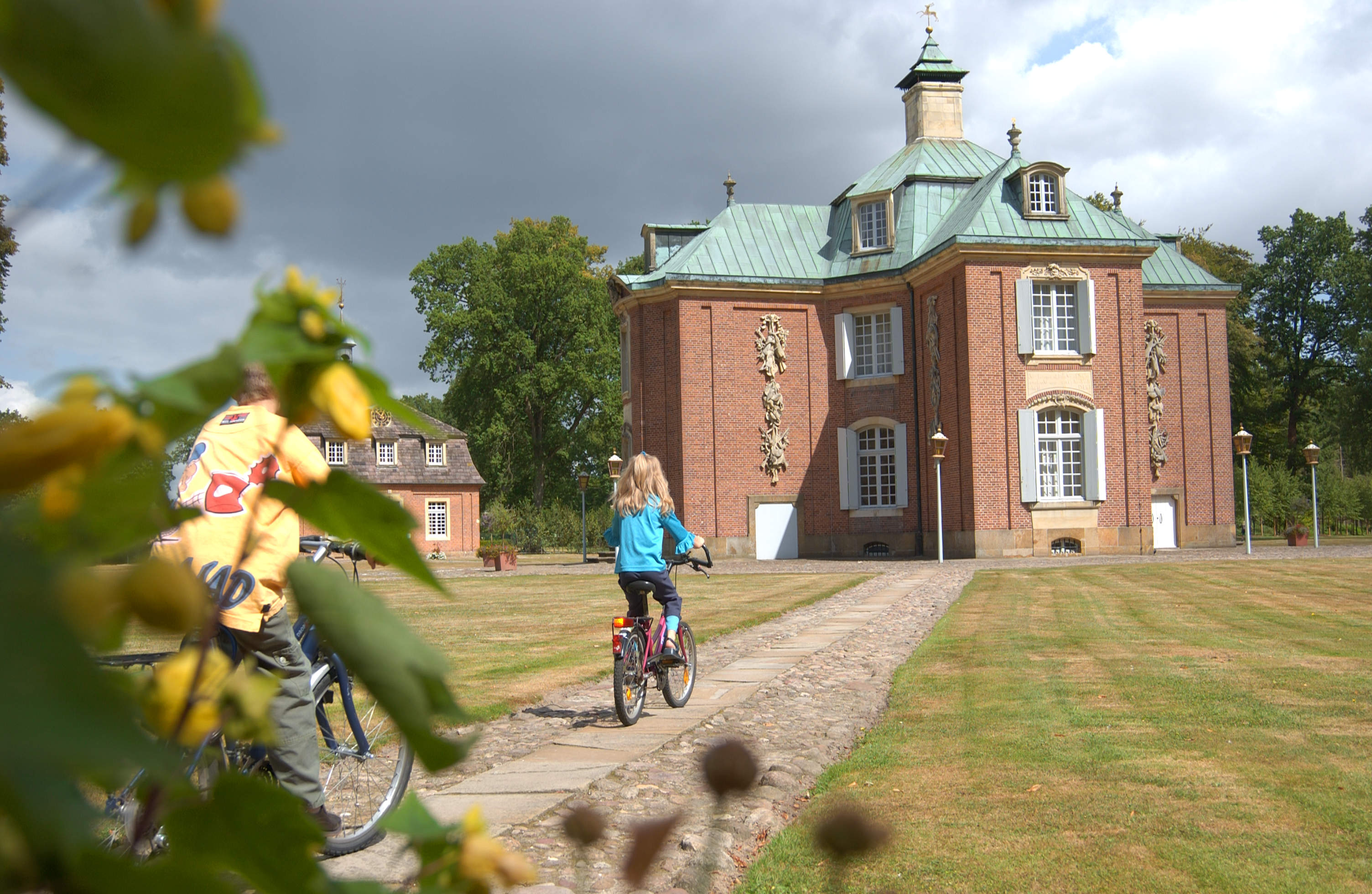
Schloss Clemenswerth, Sögel

## Service
Für die Emsland-Route sind verschiedene GPS-Tracks verfügbar, die kostenlos zur Verfügung gestellt werden.
Fünf Fahrradbus-Linien verkehren zwischen dem 1. April und 31. Oktober jeden Jahres an Wochenenden und Feiertagen. Damit können größere Strecken und Schlecht-Wetter-Phasen überbrückt werden.
Die Deutsche Bahn bietet in Regionalexpress-Zügen zwischen Rheine und Emden mit dem Emsland-Touren-Ticket vergünstigte Preise inkl. Fahrradmitnahme an. Dies jedoch nur an Wochenenden.
Mit dem „Emsland-Koffer-Taxi“ wird gegen Gebühr von der Emsland Touristik Gepäck von einer Station zur nächsten transportiert.
An 12 Stationen, flächendeckend verteilt, wird der Verleih von Fahrrädern angeboten.
Zahlreiche Unterkunft-Anbieter entlang der Strecke erfüllen die vom ADFC vorgeschriebenen Mindestanforderungen für Bett+Bike-Betriebe.